# Jeff Krosnoff
Jeffrey John Krosnoff (Tulsa, 24 de setembro de 1964 – Toronto, 14 de julho de 1996), mais conhecido por Jeff  Krosnoff, foi um automobilista estadunidense.

## Carreira
Formado em negócios na Universidade da Califórnia em Los Angeles (UCLA), Krosnoff mantinha o sonho de pilotar carros de automobilismo enquanto frequentava a universidade. Iniciou a carreira em 1983 na Fórmula Ford, além de ter passado pela Fórmula Atlantic e ter disputado corridas de caminhão até 1988, quando disputou a primeira de suas 7 temporadas na  Fórmula 3000 Japonesa (atual Super Fórmula), competindo paralelamente em 3 edições das 24 Horas de Le Mans, em 1991, 1994 (venceu na classe LMP1/C90 e terminou em segundo na classificação geral, ao lado de Eddie Irvine e Mauro Martini) e 1995.

### Passagem pela CART
Após 7 anos correndo no Japão, Krosnoff voltou aos EUA para disputar a CART, recém-separada com a Indy Racing League de Tony George. Assinou com a Arciero-Wells para pilotar o único carro do time. Em 11 corridas, não pontuou em nenhuma e sua melhor classificação foi um 15º lugar no GP de Detroit.

## O acidente fatal
Em Toronto, Krosnoff largou em 20º lugar e seguia nas últimas posições quando, faltando 3 voltas para o final da corrida, uma disputa de ultrapassagem envolveu o piloto da Arciero-Wells, o sueco Stefan Johansson e o brasileiro André Ribeiro (largou na pole position) quando o piloto da Bettenhausen tentava ultrapassar Gil de Ferran e enroscou-se com o Reynard-Toyota #25 de Krosnoff, que decolou e atingiu o alambrado, acertando violentamente uma árvore e um poste. Emerson Fittipaldi e Michael Andretti também se envolveram no acidente assim como Johansson e André Ribeiro (que pararam na área de escape), mas não sofreram danos consideráveis. Ricocheteado para a pista, o carro de Jeff parou completamente destruído e com o piloto inerte no cockpit. A violência da batida fez com que a traseira do Reynard-Toyota continuasse a se mover. Os comissários acenaram a bandeira vermelha com a bandeira quadriculada e encerraram a prova, tendo o mexicano Adrián Fernández como vencedor.
Levado ao Hospital Ocidental de Toronto, Krosnoff foi declarado morto pelo médico da categoria, Steve Olvey, alegando que o piloto havia morrido na hora da batida, causando traumatismo craniano. O fiscal de pista Gary Avrin estava de costas quando foi atingido na cabeça pelo pneu dianteiro direito do Reynard-Toyota, morrendo na hora. Outra fiscal, Barbara Johnston, também se feriu, mas conseguiu escapar.

## CART[5]
| Ano  | Equipe               | Chassis | Motor  | Pneus | 1       | 2       | 3       | 4       | 5       | 6       | 7       | 8       | 9       | 10      | 11      | 12  | 13  | 14  | 15  | 16 | Pontos | Posição |
| ---- | -------------------- | ------- | ------ | ----- | ------- | ------- | ------- | ------- | ------- | ------- | ------- | ------- | ------- | ------- | ------- | --- | --- | --- | --- | -- | ------ | ------- |
| 1996 | Arciero-Wells Racing | Reynard | Toyota | F     | MIA 22º | RIO 26º | SRF 18º | LBH 26º | NZR 18º | 500 18º | MIL 18º | DET 15º | POR 17º | CLE 16º | TOR 16º | MIS | MDO | ROA | VAN | LS | 17     | 22º     |

## 24 Horas de Le Mans[6]
| Ano  | Equipe            | Nº | Co-Pilotos                   | Chassi                      | Pneus | Classe   | Voltas | Posição | Posição Na Categoria |
| Ano  | Equipe            | Nº | Co-Pilotos                   | Motor                       | Pneus | Classe   | Voltas | Posição | Posição Na Categoria |
| ---- | ----------------- | -- | ---------------------------- | --------------------------- | ----- | -------- | ------ | ------- | -------------------- |
| 1991 | TWR Suntec Jaguar | 36 | David Leslie Mauro Martini   | Jaguar XJR-12               | G     | C2       | 183    | DNF     | DNF                  |
| 1991 | TWR Suntec Jaguar | 36 | David Leslie Mauro Martini   | Jaguar 7.4L V12             | G     | C2       | 183    | DNF     | DNF                  |
| 1994 | SARD Company Ltd. | 1  | Eddie Irvine Mauro Martini   | Toyota 94C-V                | D     | LMP1/C90 | 343    | 2º      | 1º                   |
| 1994 | SARD Company Ltd. | 1  | Eddie Irvine Mauro Martini   | Toyota R36V 3.6L Turbo V8   | D     | LMP1/C90 | 343    | 2º      | 1º                   |
| 1995 | SARD Co. Ltd.     | 27 | Marco Apicella Mauro Martini | Toyota Supra LM             | D     | GT1      | 264    | 14º     | 8º                   |
| 1995 | SARD Co. Ltd.     | 27 | Marco Apicella Mauro Martini | Toyota 3S-GTE 2.1L Turbo I4 | D     | GT1      | 264    | 14º     | 8º                   |